# Hydrocodone
L'hydrocodone ou dihydrocodeinone est un opioïde semi-synthétique dérivé de deux des opiacés naturels, la codéine et la thébaïne. Il ne doit pas être confondu avec la dihydrocodéine dont les effets et les dosages sont proches de ceux de la codéine.
L'hydrocodone est un analgésique narcotique et un antitussif, actif oralement. Il s'utilise à des doses 1,5 fois plus élevées que celle de la morphine pour un effet sédatif estimé comme équivalent (7,5 mg d'hydrocodone correspondent à 5 mg de morphine). La dépendance induite serait cependant moins importante qu'avec cette dernière, bien qu'il présente un potentiel élevé d'addiction.
Son action analgésique serait plus intense que celle de la codéine mais moins que celle de la morphine.
La production et la vente de ce médicament ont augmenté significativement ces dernières années, tout comme son usage détourné et illicite. L'hydrocodone est couramment disponible sous forme de comprimés, capsules et sirops. Il n'est pas commercialisé en France où il est classé comme stupéfiant et où les morphiniques classiques naturels, mineurs ou majeurs, lui sont toujours préférés.
Sa popularité a énormément augmenté avec les débuts de la série américaine Dr House, dans laquelle le médecin éponyme présente une dépendance à ce médicament.